# Samuele Vignato
Samuele Vignato (Negrar, Véneto, Italia; 24 de febrero de 2004) es un futbolista italiano. Juega de centrocampista.

## Trayectoria
Nacido en Negrar, Véneto, Vignato comenzó su carrera en las inferiores del club local Pieve y entró a la cantera del A. C. ChievoVerona a los seis años. Fue promovido al primer equipo del Chievo en la temporada 2020-21, debutando como profesional el 4 de mayo de 2021 contra el U. S. Cremonese por la Serie B.
El 11 de agosto de 2021, el centrocampista fichó por el A. C. Monza en la segunda división. Debutó en su nuevo club el 29 de agosto ante el Cremonese. Anotó su primer gol en Monza el 25 de septiembre al Pordenone, Vignato es el primer jugador nacido en 2004 en anotar en la Serie B. Ganó el ascenso con el club en su primer año, y renovó su contrato con el club en febrero de 2022.

## Selección nacional
Vignato es internacional juvenil por Italia desde la sub-15.

## Estadísticas
Actualizado al último partido disputado el 18 de mayo de 2025
| Club                  | Div.          | Temporada     | Liga  | Liga  | Copas nacionales(1) | Copas nacionales(1) | Copas internacionales(2) | Copas internacionales(2) | Otros | Otros | Total | Total |
| Club                  | Div.          | Temporada     | Part. | Goles | Part.               | Goles               | Part.                    | Goles                    | Part. | Goles | Part. | Goles |
| --------------------- | ------------- | ------------- | ----- | ----- | ------------------- | ------------------- | ------------------------ | ------------------------ | ----- | ----- | ----- | ----- |
| ChievoVerona · Italia | 2.ª           | 2020-21       | 2     | 0     | 0                   | 0                   | -                        | -                        | -     | -     | 2     | 1     |
| ChievoVerona · Italia | Total club    | Total club    | 2     | 0     | 0                   | 0                   | 0                        | 0                        | 0     | 0     | 2     | 1     |
| Monza · Italia        | 2.ª           | 2021-22       | 13    | 1     | 0                   | 0                   | -                        | -                        | -     | -     | 13    | 1     |
| Monza · Italia        | 1.ª           | 2022-23       | 5     | 0     | 2                   | 0                   | -                        | -                        | -     | -     | 7     | 0     |
| Monza · Italia        | 1.ª           | 2023-24       | 10    | 1     | 1                   | 0                   | -                        | -                        | -     | -     | 11    | 1     |
| Monza · Italia        | 1.ª           | 2024-25       | 17    | 0     | 1                   | 0                   | -                        | -                        | -     | -     | 18    | 0     |
| Monza · Italia        | Total club    | Total club    | 45    | 2     | 4                   | 0                   | 0                        | 0                        | 0     | 0     | 49    | 2     |
| Total carrera         | Total carrera | Total carrera | 47    | 1     | 4                   | 0                   | 0                        | 0                        | 0     | 0     | 51    | 3     |

## Vida personal
Vignato nació en Italia, de padre italiano y madre brasileña. Su hermano Emanuel también es futbolista profesional.